# Thrixspermum brevicaule
Thrixspermum brevicaule là một loài thực vật có hoa trong họ Lan. Loài này được Carr miêu tả khoa học đầu tiên năm 1929.